# Philo van Larissa
Philo van Larissa (Oudgrieks: Φίλωνας ο Λαρισσαίος) (159/158 v.Chr. – 84/83 v.Chr.) was een Grieks filosoof en het laatst bekende hoofd van Plato’s Akademeia gedurende haar sceptische periode.

## Levensloop
Tijdens de Mithradische oorlogen (88–84 v.Chr.) verliet Philo Athene en ging in Rome wonen. Hij was de leerling van Clitomachus, die hij opvolgde als hoofd van de ‘’Derde Nieuwe Academie’’. Volgens Sextus Empiricus was hij de oprichter van de Vierde Academie, maar andere auteurs verschillen daarin met hem van mening en stellen dat er niet meer dan drie Academies geweest zijn. In Rome onderwees hij retoriek en filosofie en verzamelde heel wat voortreffelijke leerlingen rond zich, met Cicero als zijn meest beroemde en meest enthousiaste leerling.

## Werk
Niets van zijn werk is ons overgeleverd. Wat we van hem weten is ons uit teksten van Numenius van Apamea, Sextus Empiricus en Cicero bekend. In het algemeen was zijn filosofie een reactie tegen de sceptische of agnostische uitgangspositie van de Middelste en Nieuwe Academie, ten voordele van het dogmatisme van Plato.
Onder Philo’s leiding zag de Academie af van het radicale scepticisme van Arcesilaus en Carneades die verklaarden te leven zonder rationele rechtvaardiging van overtuigingen en liever kozen voor een soort afgezwakt scepticisme dat voorlopige overtuigingen toeliet en geen absolute zekerheid claimde. Philo ging daar zelfs een stap verder in zoals zijn controversiële ‘’Romeinse boeken” getuigen. Daarin verwerpt hij de Stoïcijnse definitie van kennis waarop het afgezwakte scepticisme van de Academie steunde. In plaats daarvan poneerde hij een meer soepele theorie die gewone kennis toeliet zonder het theoretische dogmatisme van de filosofische rivalen van de Academie te ondersteunen. Door op deze manier het aanvaarde epistemologische kader van de hellenistische periode te betwisten, bereidde Philo ongewild de revival voor van de dogmatische platoonse traditie met haar strenge doctrines. Philo zal vooral bekend blijven als de leermeester van Cicero, die met zijn werk het Academische scepticisme in de Latijnse wereld bekend zou maken.